# Unité urbaine d'Allassac
L'unité urbaine d'Allassac est une unité urbaine française centrée sur la commune d'Allassac, dans la Corrèze, en région Nouvelle-Aquitaine.

## Données générales
Dans le zonage réalisé par l'Insee en 2010, l'unité urbaine était composée de deux communes.
Dans le nouveau zonage réalisé en 2020, elle est composée des deux mêmes communes.
En 2022, avec 5 938 habitants, elle représente la 4e unité urbaine du département de la Corrèze.

## Composition de l'unité urbaine en 2020
Elle est composée des deux communes suivantes :
| Nom                     | Code Insee | Département | Statut       | Superficie (km2) | Population (dernière pop. légale) | Densité (hab./km2) | Modifier                                    |
| ----------------------- | ---------- | ----------- | ------------ | ---------------- | --------------------------------- | ------------------ | ------------------------------------------- |
| Allassac (ville-centre) | 19005      | Corrèze     | ville-centre | 39,01            | 4 050 (2022)                      | 104                | modifier les données · modifier les données |
| Saint-Viance            | 19246      | Corrèze     | banlieue     | 16,23            | 1 888 (2022)                      | 116                | modifier les données · modifier les données |

## Évolution démographique
| 1968  | 1975  | 1982  | 1990  | 1999  | 2009  | 2014  | 2021  |
| ----- | ----- | ----- | ----- | ----- | ----- | ----- | ----- |
| 4 233 | 4 321 | 4 593 | 4 786 | 4 779 | 5 418 | 5 639 | 5 903 |

#### Données générales
- Unité urbaine
- Aire d'attraction d'une ville
- Liste des unités urbaines de France

#### Données démographiques en rapport avec l'unité urbaine d'Allassac
- Aire d'attraction de Brive-la-Gaillarde
- Arrondissement de Brive-la-Gaillarde

#### Données démographiques en rapport avec la Corrèze
- Démographie de la Corrèze